# ホスフィラン
ホスフィラン(Phosphirane)は、有機リン化合物の1つで、化学式はC2H4PHである。無色の気体で商業的な価値はない。最も単純な環式飽和有機リン化合物であり、関連化合物のプロトタイプとして、研究上での興味は持たれている。ホスフィランは、1,2-ジクロロエタンとホスフィンの共役塩基を反応させることで初めて得られた。1つ以上の水素原子が有機置換基で置換されたホスフィラン類は、より一般的に用いられている。